# Madraza de Granada

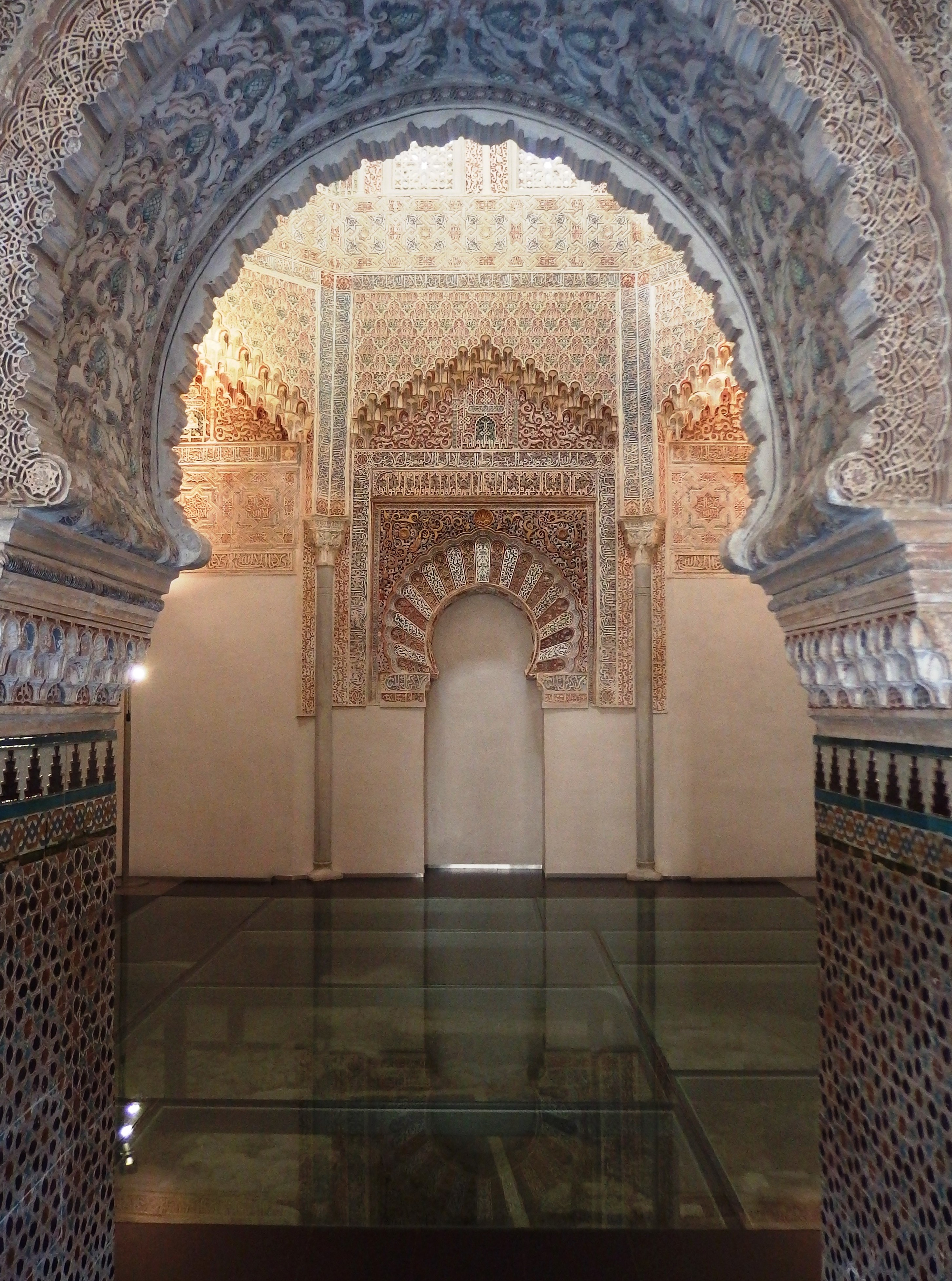
Mihrab del oratorio nazarí de la Madraza.

La Madraza de Granada (en árabe: ﻣﺩﺭسة‎, 'escuela'; también llamada Yusufiyya, Casa de la Ciencia o Palacio de la Madraza) fue la primera universidad pública de Al-Ándalus, y la única que se ha conservado de forma parcial. Fue inaugurada en 1349 por el rey nazarí Yusuf I de Granada. En la actualidad, este palacio pertenece a la Universidad de Granada, dedicándose casi todo el edificio para actividades culturales. También es la sede de la Real Academia de Bellas Artes de Nuestra Señora de las Angustias.
Situada en la que actualmente se denomina calle Oficios, la madraza se encontraba en uno de los sitios privilegiados de la ciudad, junto a la Mezquita Mayor y la Alcaicería, la zona más noble del comercio. Entre sus profesores podemos nombrar a Ibn al-Fajjar, Ibn Lubb, Ibn Marzuk, al-Maqqari, Ibn al-Jatib, etc. Impartía, entre otras, enseñanzas de derecho, medicina y matemáticas.

## Edificio
Su arquitectura, como todas las obras de Yusuf I, era esplendorosa, con portada de mármol blanco cuyos restos se conservan en el Museo Arqueológico de Granada. El edificio se organizaba a partir de una alberca central (las recientes excavaciones arqueológicas realizadas en el edificio han incorporado estos restos al palacio). Dentro del mismo destaca la sala del Oratorio musulmán del siglo XIV y en planta superior el salón de Caballeros XXIV que conserva una impresionante armadura mudéjar del siglo XVI en la sala que sirvió como lugar de reuniones de los regidores de la ciudad tras la reconquista. 
Entre los poemas que la decoraban podía leerse: "Si en tu espíritu hace asiento el deseo del estudio y de huir de las sombras de la ignorancia, hallarás en ella el hermoso árbol del honor. Hace el estudio brillar como estrellas a los grandes, y a los que no lo son los eleva a igual lucimiento".

## Historia

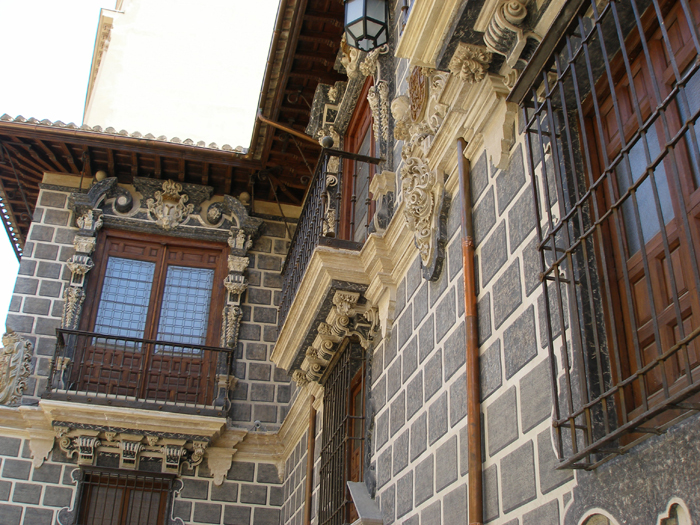
Detalle de la fachada de la Madraza de Granada.

Fue fundada durante el mandato de Yusuf I (1333-1354), aunque en excavaciones arqueológicas se han encontrado materiales cerámicos adscritos a época romana, tardoantigua, califal/zirí y almohade.Su construcción se llevó a cabo desde 1340 a 1349, siendo la primera y única universidad pública de al-Ándalus. No obstante, la imagen del edificio hoy no responde a la original de su fundación, ya que ha sido objeto de diversas intervenciones.
La Madraza funcionó como Universidad hasta finales de 1499 o principios de 1500, pues en las Capitulaciones, tras la conquista castellana, se hacía constar que la madraza seguiría funcionando como tal. Pero, hacia finales de 1499, con la llegada a Granada de Gonzalo Jiménez de Cisneros, la política de tolerancia y cumplimiento de las Capitulaciones que había venido desarrollando el arzobispo Hernando de Talavera fue sustituida por la conversión forzosa.
Esta nueva política llevó a la sublevación de los moriscos, concentrados sobre todo en el Albaicín. La situación fue aprovechada por Cisneros para asaltar la Madraza, cuya biblioteca fue llevada a la plaza de Bib-Rambla y quemada en hoguera pública. Una vez expoliada y clausurada, el edificio de la madraza fue donado por Fernando II de Aragón, en 1500, para el Cabildo (Ayuntamiento), añadiéndole la Sala Caballeros XXIV o Sala de Cabildos aprovechando una edificación aneja, y transformando el Oratorio octogonal de la universidad musulmana en capilla, obras que se llevaron a cabo desde 1500 a 1513. Posteriormente, entre 1722 y 1729, asistimos a la barroquización del edificio, José de Bada y Navajas casi reconstruye el edificio entre 1722-1729, conservándose el oratorio y realizándose las decoraciones que actualmente enmarcan los vanos exteriores de la fachada y su decoración pictórica.
Con el traslado del Ayuntamiento en 1858 al desamortizado Convento del Carmen, el edificio es adquirido por propietarios privados y ya a mediados del siglo XX pasa a manos del Estado, que lo cede a la Universidad siendo actualmente la sede del Centro de Cultura Contemporánea y de la Real Academia de Bellas Artes de Nuestra Señora de las Angustias.

## Plan de estudios
Para tener una idea del plan de estudios que se seguía en la Madraza podemos ver lo que nos dice Ibn Hazm (Fisal) sobre lo que podemos llamar el plan de estudios de la "escuela filosófica andalusí", nos dice: "Consagran las primicias de su inteligencia a las matemáticas e inauguran su formación científica por el estudio profundo de las propiedades de los números. Pasan luego gradualmente a estudiar la posición de los astros, la forma aparente de la esfera celeste, el modo de verificar el paso del sol, de la luna y de los cinco planetas (...) todos los demás fenómenos y accidentes físicos y atmosféricos. Añaden a esto la lectura de algunos libros de los griegos en que se determinan las leyes que regulan el razonamiento discursivo".

## La Madraza. Centro de Cultura Contemporánea de la Universidad de Granada
Actualmente, el edificio de la madraza pertenece a la Universidad de Granada. En los años 2006 y 2007 ha sido profundamente restaurado y se ha realizado también una excavación arqueológica del mismo. Desde finales de 2011 terminada la última fase de las restauraciones, la Madraza ha vuelto a abrirse al público, siendo uno de los edificios emblemáticos del patrimonio de la Universidad de Granada. Cuenta con salas de exposiciones y tres salas destinadas a seminarios, ciclos de conferencias, presentaciones de libros, lecturas literarias y talleres, destacando el Salón de Caballeros XXIV con su espléndida armadura mudéjar de inicios del siglo XVI. 
Desde el año 2011 el Palacio de la Madraza es la sede principal del Centro de Cultura Contemporánea de la Universidad de Granada. La Madraza es el centro de referencia de la programación cultural de la Universidad de Granada, desarrollando sus actividades dentro del Vicerrectorado de Extensión Universitaria y Patrimonio. Espacio de reflexión global en torno a la creación y el conocimiento actual, dentro de su amplia programación se incluye actividades relacionadas con la práctica artística, musical, escénica y cinematográfica, así como con la divulgación de las humanidades, las ciencias sociales y jurídicas, las ciencias experimentales, las medioambientales y las tecnológicas.
Pero más allá de La Madraza, las actividades del Centro de Cultura Contemporánea se extienden por otros espacios de la UGR. Entre ellos, destaca la Sala Máxima del Espacio V Centenario, sede del Cineclub Universitario y de la mayor parte de los conciertos de la Cátedra Manuel de Falla. También organizamos actividades artísticas y musicales en el Hospital Real y en el Paraninfo y la sala de exposiciones del Edificio de Servicios Generales del PTS. Y actividades escénicas en el Aula Magna de la Facultad de Filosofía y Letras caso de los Encuentros Internacionales de Teatro Universitario de Granada. Desde el curso 2019/2020, se adscribe la gestión del Centro Cultural Universitario Casa de Porras al Vicerrectorado de Extensión Universitaria y Patrimonio sumando un nuevo enclave monumental, en este caso en el barrio patrimonial del Alabaicín, donde se realizan actividades tales como conferencias, conciertos, teatro y exposiciones. Actualmente Casa de Porras cuenta además con la sede del Palacio del Almirante, edificación mudéjar que data del primer tercio del siglo XVI, en pleno corazón del Albaicín.
Los proyectos e iniciativas del Vicerrectorado de Extensión Universitaria y Patrimonio y del Centro de Cultura Contemporánea de la Universidad de Granada están abiertos a toda la comunidad universitaria, así como al conjunto de instituciones y personas que conforman nuestro ámbito cultural. Colabora habitualmente con otros centros y fundaciones culturales nacionales e internacionales.